# Feuillet alpha

Distribution des liaisons hydrogène dans un feuillet α. Les atomes d'oxygène sont représentés en rouge et ceux d'azote en bleu, tandis que les liaisons hydrogène sont en pointillés. Les chaînes latérales des résidus d'acides aminés sont symbolisés par R.

Un feuillet α est une structure secondaire atypique des protéines proposée pour la première fois par Linus Pauling et Robert Corey en 1951,,. La configuration des liaisons hydrogène dans un feuillet α est semblable à celle d'un feuillet β, mais l'orientation des groupes carbonyle et amine dans les liaisons peptidiques est différente : dans un brin donné, tous les groupes carbonyle sont orientés dans le même sens d'un côté du pli tandis que tous les groupes amine sont orientés dans l'autre sens. De cette façon, le feuillet α accumule une séparation inhérente de charges électriques, avec des groupes carbonyle négatifs le long d'un bord du feuillet et des groupes amine chargés positivement le long de l'autre bord.
Contrairement à celle de l'hélice α et du feuillet β, la configuration du feuillet α ne requiert pas que tous les résidus d'acides aminés se trouvent dans la même région d'angles dièdres : ces résidus se trouvent au contraire de manière alternée dans les régions hélicoïdales droites (αR) et gauches (αL) de Ramachandran. Bien qu'une telle configuration soit rarement observée dans les structures protéiques naturelles, il est possible qu'elle joue un rôle dans les amyloses, et elle s'est avérée être une forme stable des protéines amyloïdogéniques d'après les simulations de dynamique moléculaire,. Des feuillets α ont également été observés par cristallographie aux rayons X de peptides artificiels. Les protéines natives qui contiennent des régions formées de brins en configuration α ou des feuillets α sont notamment les synaptotagmines (en), le lysozyme et les canaux potassiques, où les brins α tapissent le pore conducteur des ions.